# آبشار تور
آبشار تور (به لاتین: Thur waterfalls) یک آبشار در سوئیس است که در کانتون سنت گالن واقع شده‌است.